# Kumbarahalli, Alur
Kumbarahalli là một làng thuộc tehsil Alur, huyện Hassan, bang Karnataka, Ấn Độ.